# 田川後藤寺駅

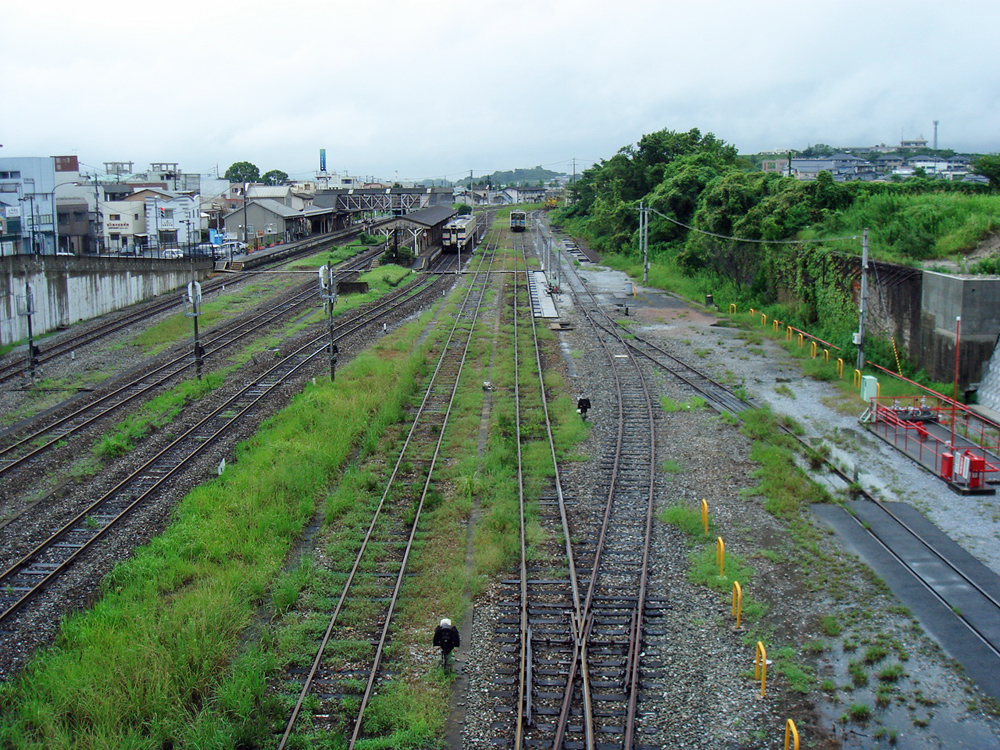
彦山方跨線橋から望む田川後藤寺駅構内

田川後藤寺駅（たがわごとうじえき）は、福岡県田川市大字奈良にある、九州旅客鉄道（JR九州）・平成筑豊鉄道の駅である。
平成筑豊鉄道の駅についてはディスカウントストア「MrMax」を運営する株式会社ミスターマックスがネーミングライツを取得し、2009年4月1日より愛称付きの駅名が「MrMax田川後藤寺駅」となっている。田川市の代表駅である。

## 利用可能な鉄道路線
- 九州旅客鉄道（JR九州）
  - 日田彦山線 - 当駅の所属線[4]。 - 駅番号「JI14」
  - 後藤寺線 - 当駅が起点。ただし列車運行上は当駅に向かう列車が下り、当駅を出る列車が上りとして扱われる。 - 駅番号「JJ06」
- 平成筑豊鉄道
  - 糸田線 - 当駅が終点。 - 駅番号「HC55」

## 歴史

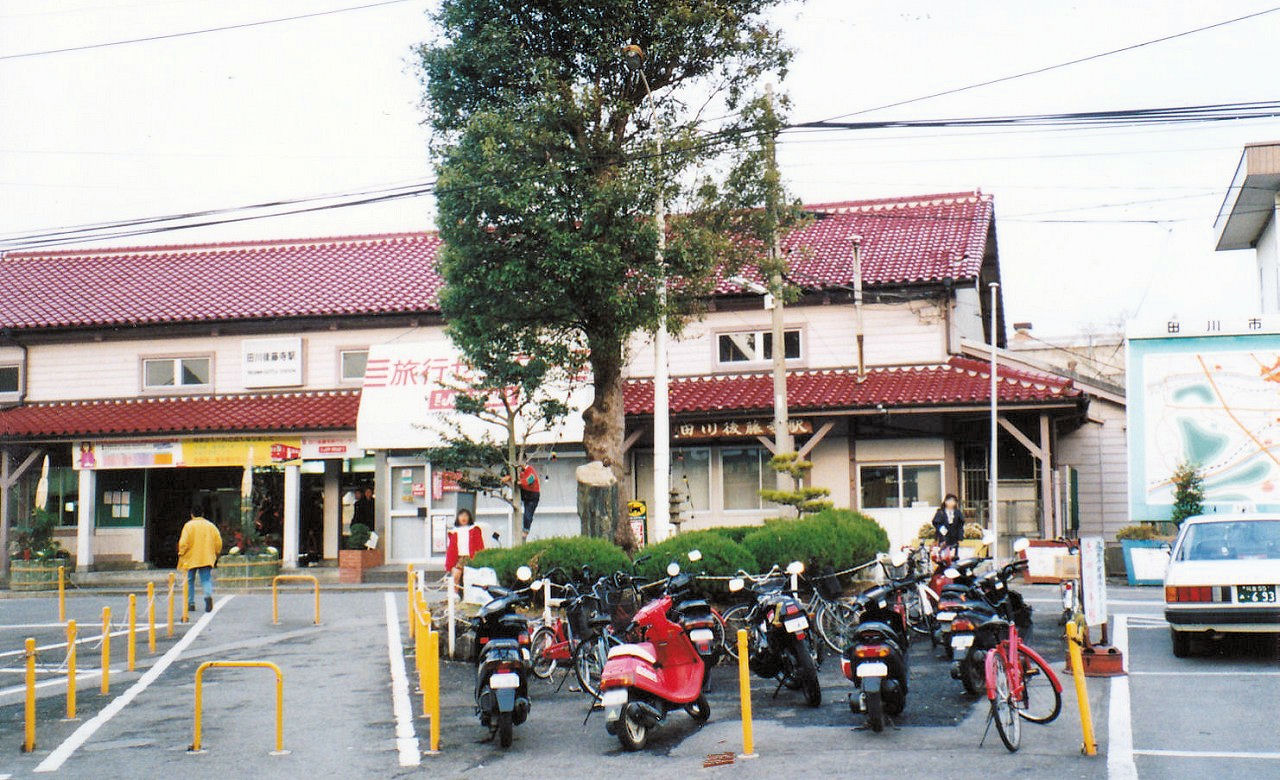
先代駅舎（1991年12月）

- 1896年（明治29年）2月5日：後藤寺駅（ごとうじえき）として豊州鉄道（初代）が開設[1][5]。
- 1897年（明治30年）10月20日：後藤寺 - 宮床駅間（現在の糸田駅）支線（現在の「糸田線」）、および、後藤寺 - （貨）起行駅間支線（現在の「後藤寺線」）が開通[5]。
- 1901年（明治34年）9月3日：豊州鉄道を九州鉄道（初代）が合併[6]。
- 1907年（明治40年）7月1日：九州鉄道（初代）が国有化され帝国鉄道庁（田川線）が所管[7]。
- 1916年（大正5年）：駅舎改築[8]。
- 1922年（大正11年）2月5日：赤坂 - 起行間を開業した九州産業鉄道（後の産業セメント鉄道）が乗入開始[9]。
- 1943年（昭和18年）7月1日：産業セメント鉄道が戦時買収により国有化され後藤寺線に編入[9]。
- 1982年（昭和57年）11月3日：田川後藤寺駅に駅名改称[1][5]。
- 1984年（昭和59年）2月1日：貨物業務取扱廃止。
- 1987年（昭和62年）4月1日：国鉄分割民営化により九州旅客鉄道に継承[10]。
- 1989年（平成元年）10月1日：糸田線が平成筑豊鉄道に転換[11]。
- 1997年（平成9年）3月12日：鉄骨平屋建ての駅舎に改築[8]。
- 2009年（平成21年）4月1日：平成筑豊鉄道の駅にネーミングライツにより「MrMax」の愛称が付く[2][3]。
- 2019年（令和元年）10月1日：平成筑豊鉄道全線で駅ナンバリング導入。

## 駅構造
単式ホーム1面1線が2つと島式ホーム1面2線、また1番線の北方を切り欠いた切欠きホーム1線、合計3面5線のホームを有する地上駅。互いのホームは跨線橋で連絡している。エレベーターは無く、バリアフリー非対応である。
駅舎は1997年に改築された鉄骨造平屋建てで、旧駅舎の約半分の大きさになっている。JR九州の駅は直営駅で、みどりの窓口が設置されている。駅舎内部には待合所と改札口があり、JR・平成筑豊鉄道双方の自動券売機がある。平成筑豊鉄道の定期券はみどりの窓口で販売する。改札口は両社共用でJRの職員が担当している。改札口は壁で仕切られ一つの部屋になっている。2018年3月頃に3・4番乗り場に発車標が設置された。駅舎の入口にはスロープが設置されており、0・1番のりばだけなら車椅子でも利用可能である。

### のりば
| 事業者       | のりば  | 路線       | 方向 | 行先                 |
| ------------ | ------- | ---------- | ---- | -------------------- |
| JR九州       | 0・1    | 後藤寺線   | -    | 下鴨生・新飯塚方面   |
| JR九州       | 1・3・4 | 日田彦山線 | 上り | 香春・志井・小倉方面 |
| JR九州       | 1・4    | 日田彦山線 | 下り | 豊前川崎・添田方面   |
| 平成筑豊鉄道 | 2       | ■糸田線    | -    | 糸田・金田・直方方面 |

- 日田彦山線は、行き先に関係なく、1・3・4番のりばを使用している。後藤寺線は基本0番のりばを使用しているが、全23本の列車の中で、6本が1番のりばを使用している。平成筑豊鉄道は、2番のりばのみを使用している[1]。

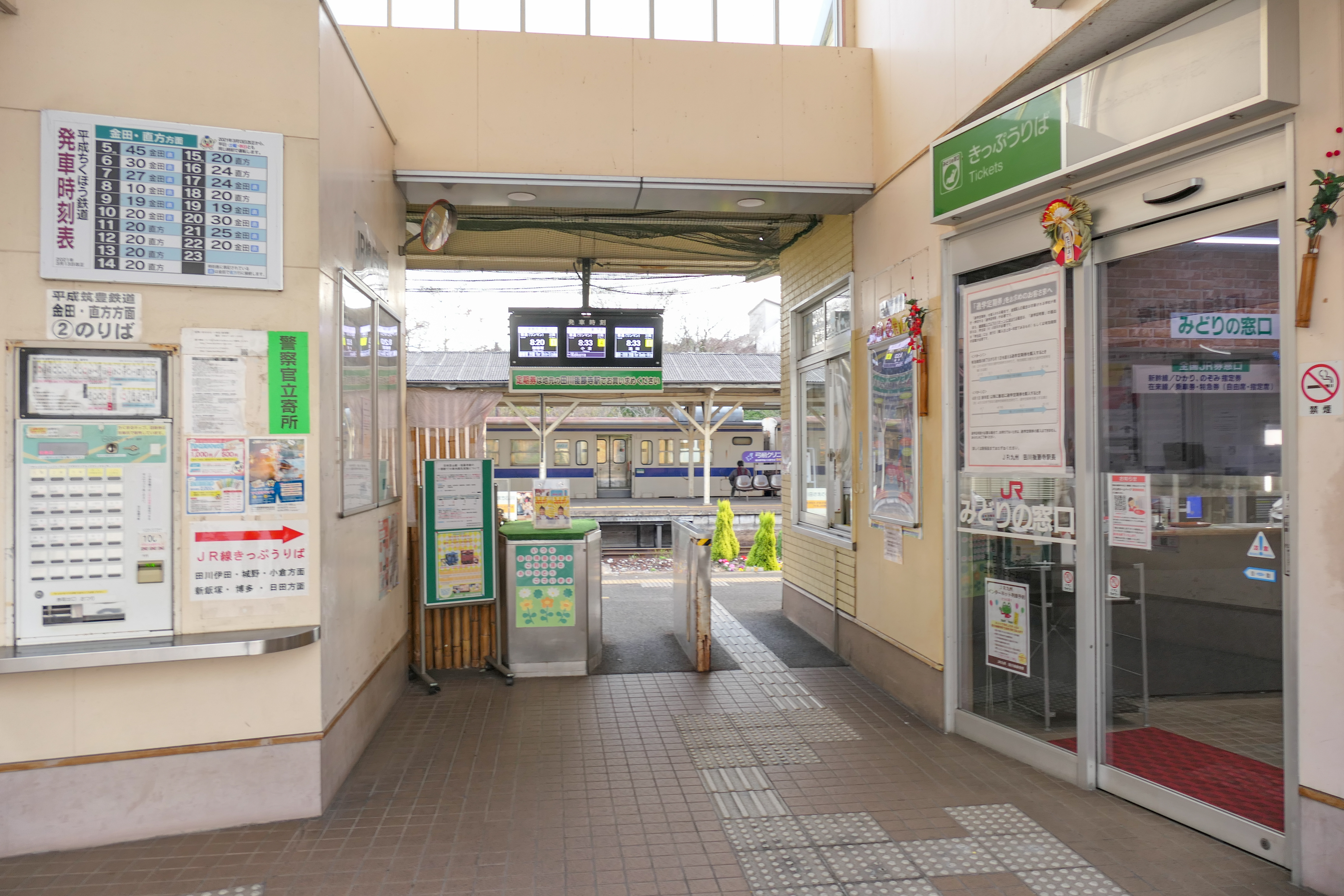
改札口とみどりの窓口（2021年12月）
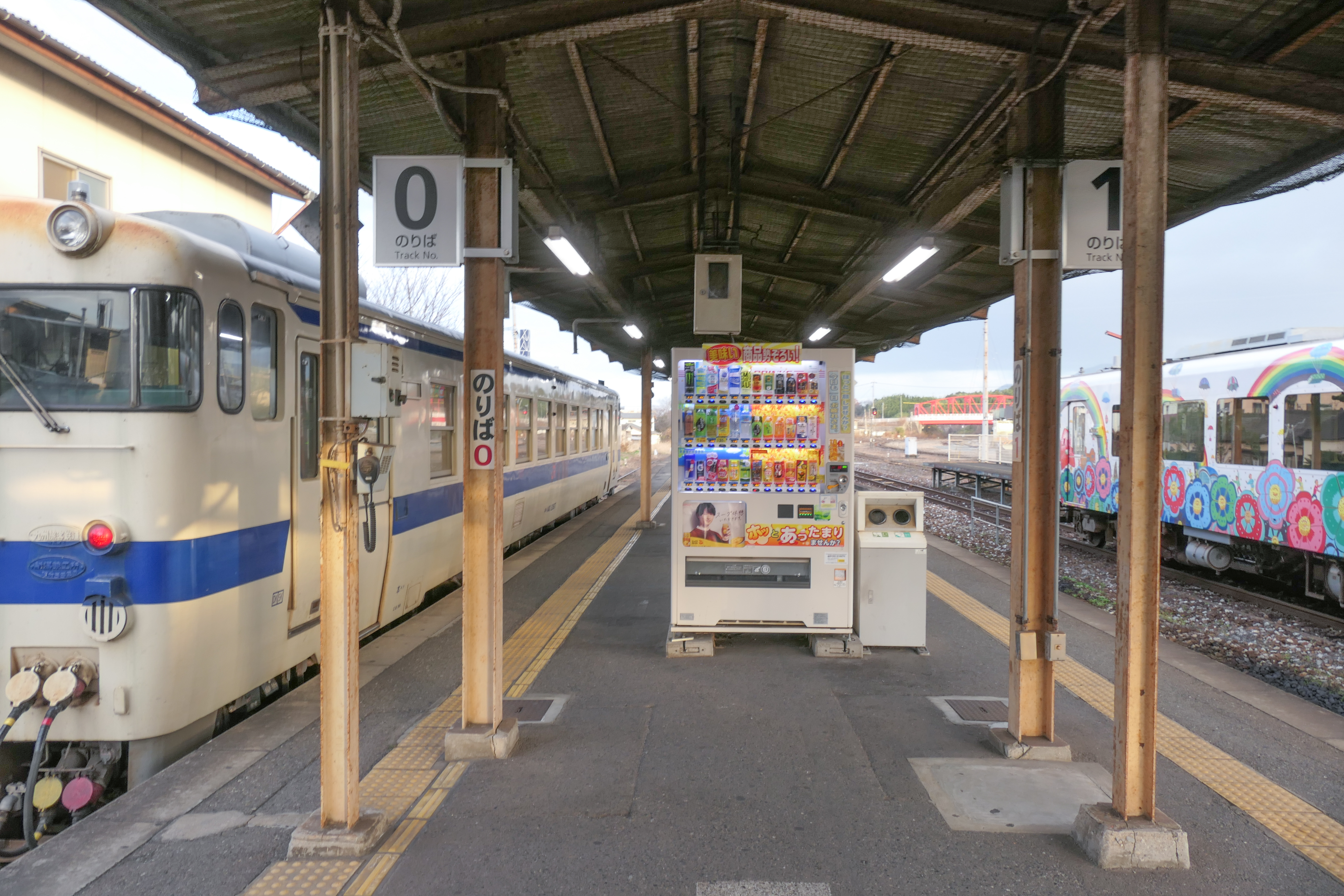
0・1番のりば（2021年12月）
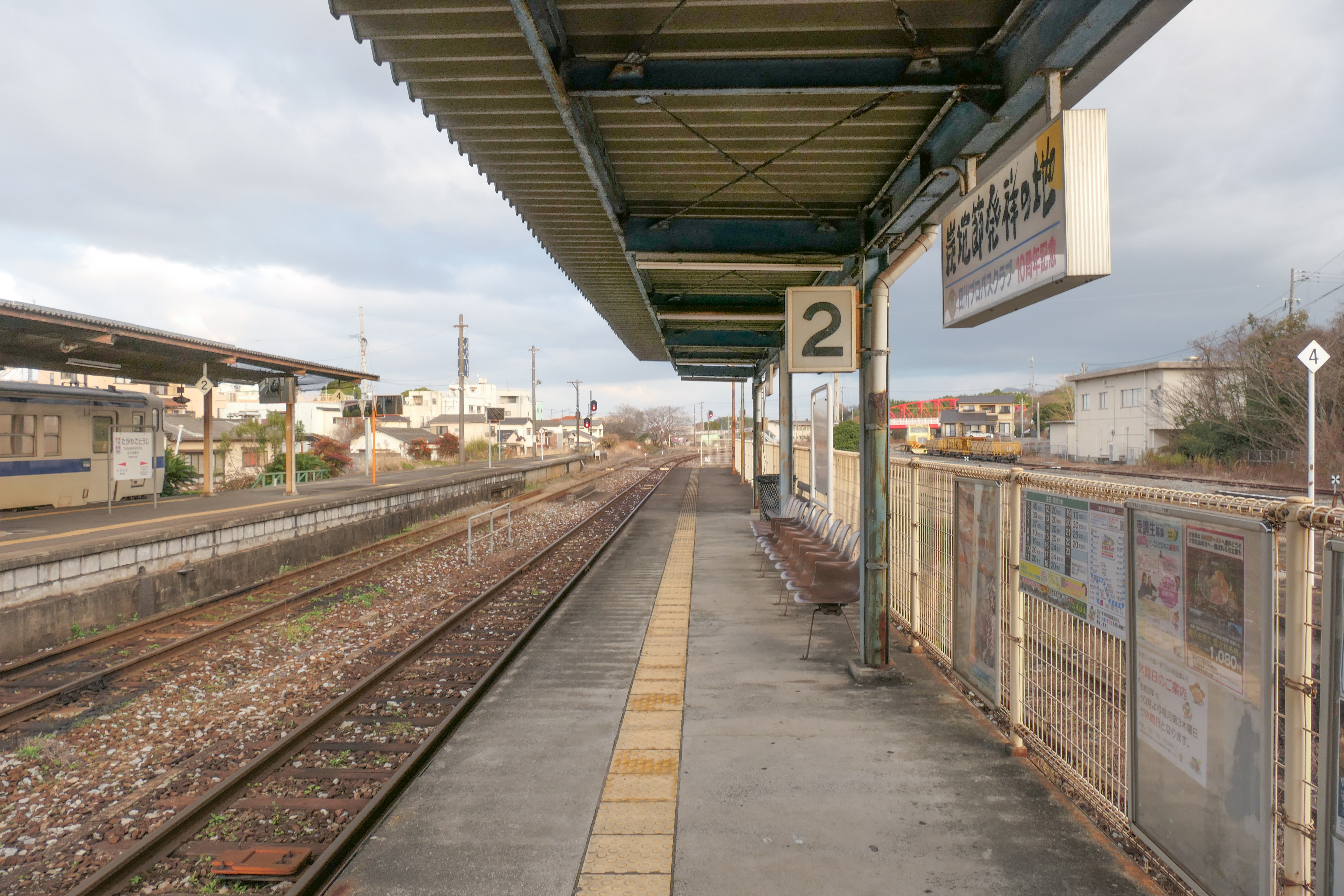
2番のりば（2021年12月）
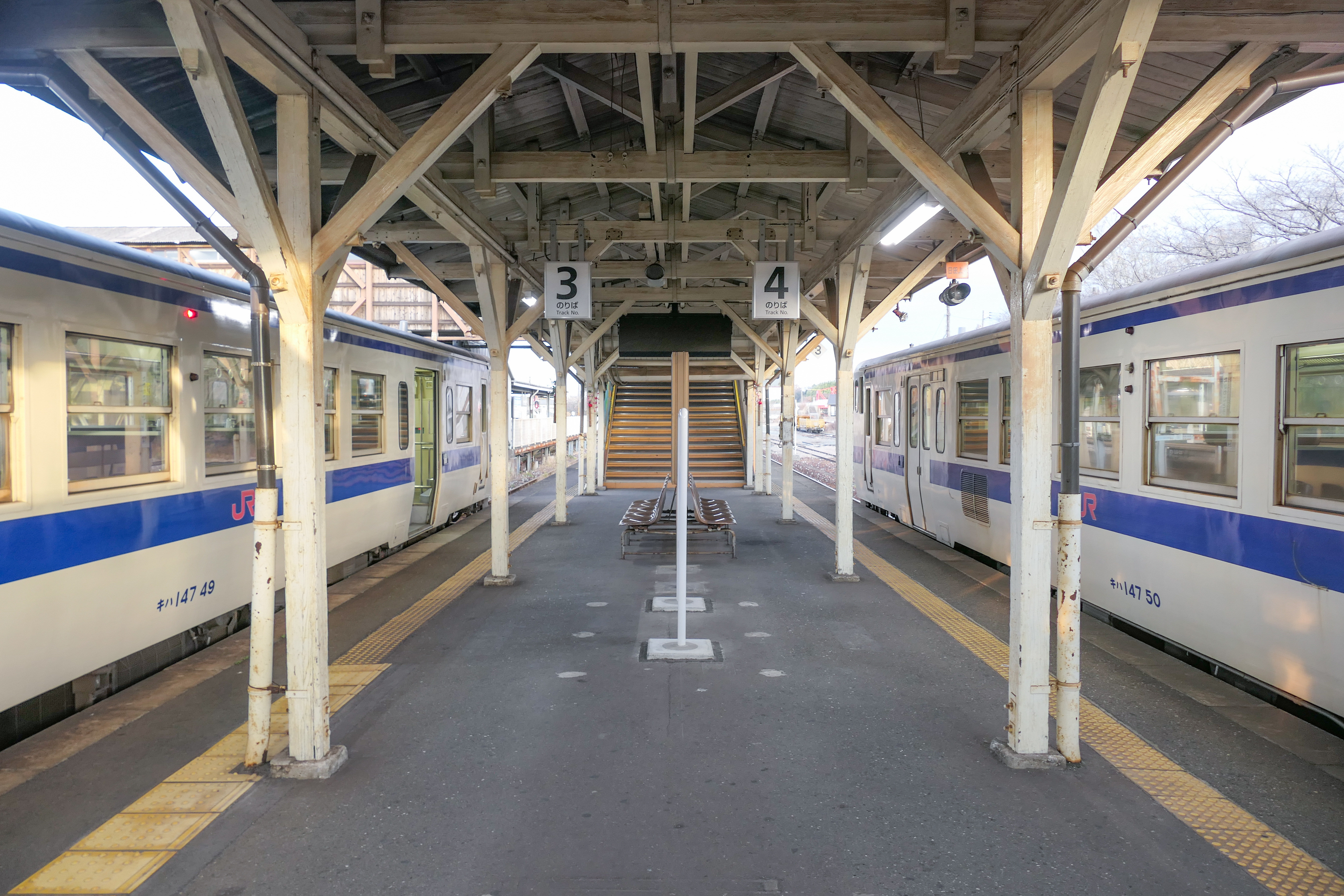
3・4番のりば（2021年12月）
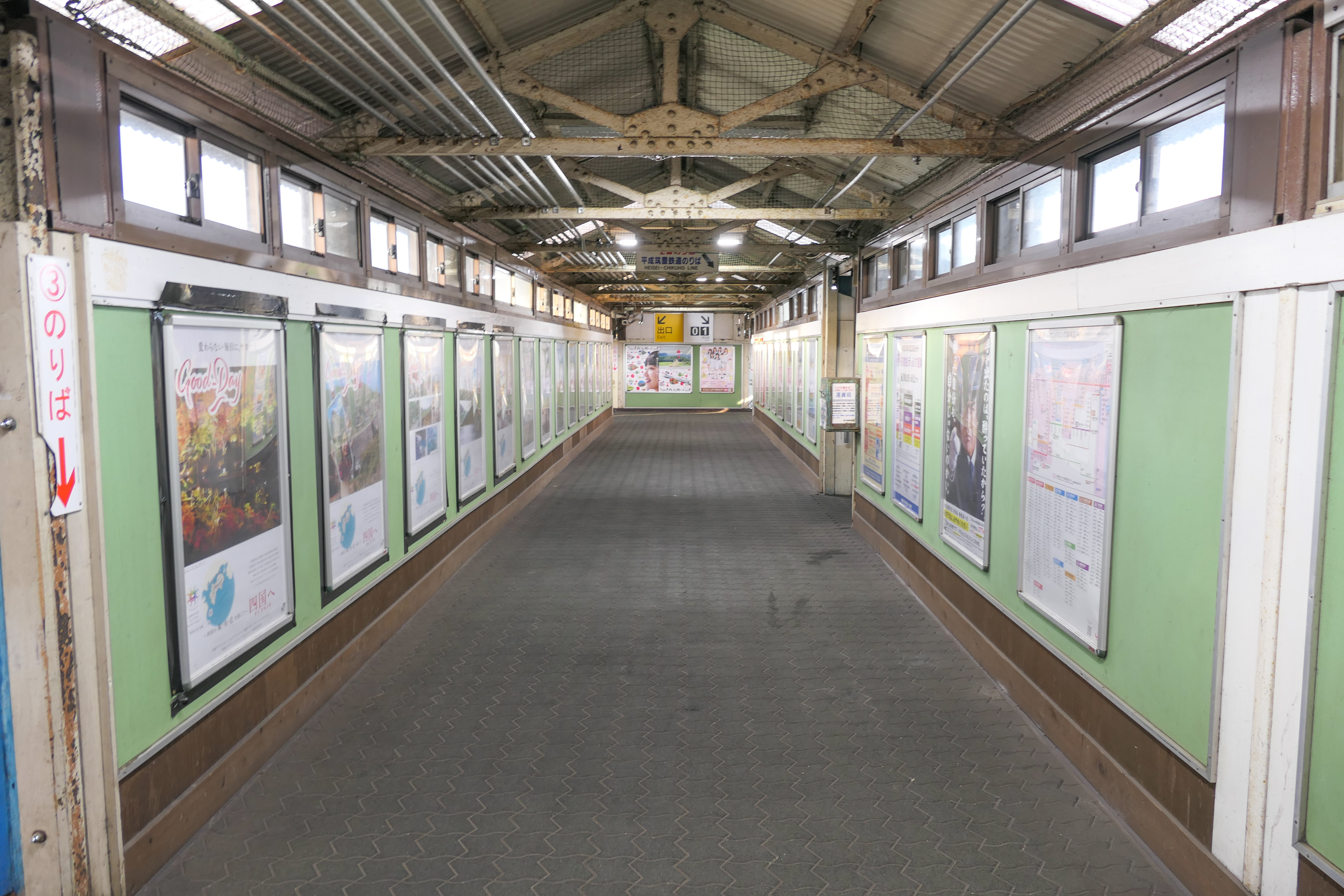
跨線橋（2021年12月）

## 利用状況
JR九州 - 2019年度の1日平均乗車人員は826人である。

平成筑豊鉄道 - 2019年度の1日平均乗降人員は440人である。
| 年度   | JR九州           | 平成筑豊鉄道     |
| 年度   | 1日平均 乗車人員 | 1日平均 乗降人員 |
| ------ | ---------------- | ---------------- |
| 2008年 | 非 公 表         | 710              |
| 2009年 | 非 公 表         | 695              |
| 2010年 | 非 公 表         | 638              |
| 2011年 | 非 公 表         | 642              |
| 2012年 | 非 公 表         | 632              |
| 2013年 | 非 公 表         | 582              |
| 2014年 | 非 公 表         | 536              |
| 2015年 | 非 公 表         | 516              |
| 2016年 | 900              | 512              |
| 2017年 | 890              | 494              |
| 2018年 | 879              | 470              |
| 2019年 | 826              | 440              |

## 駅周辺

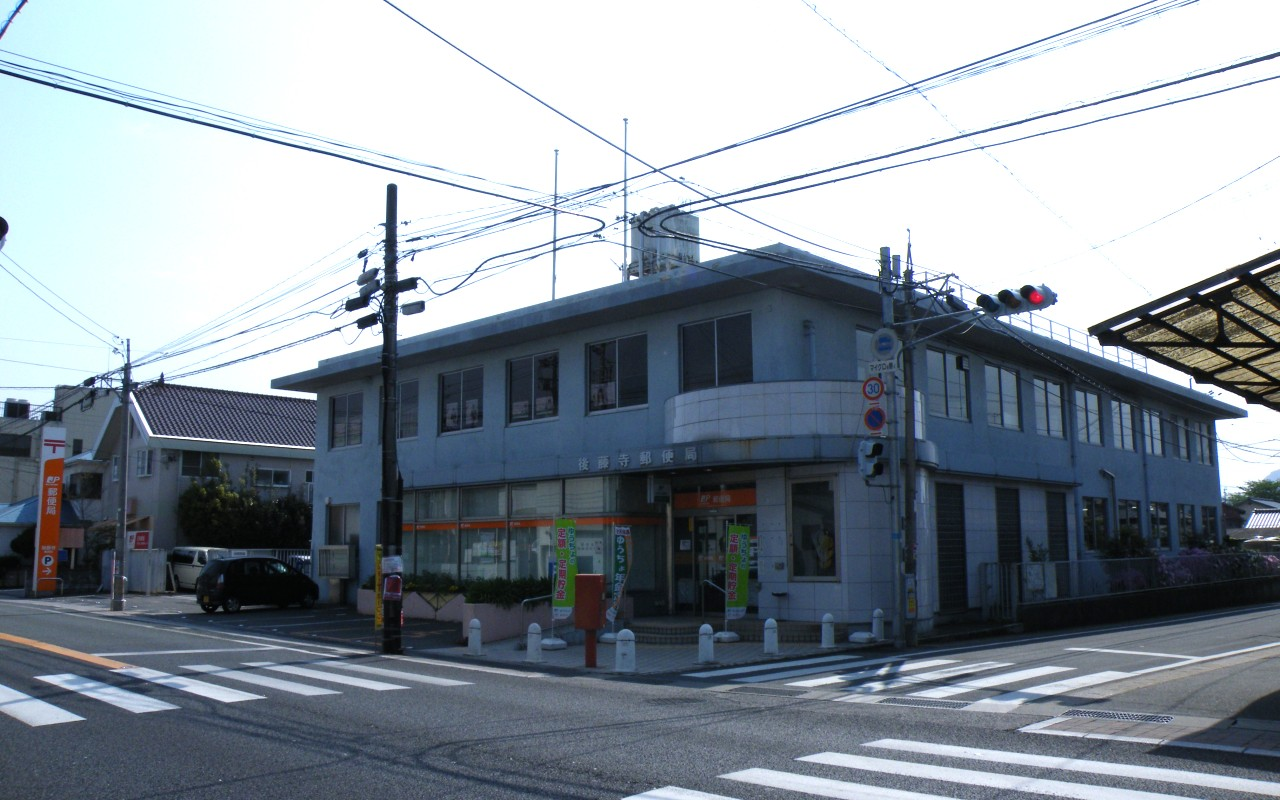
後藤寺郵便局

JTB大型時刻表では当駅が田川市の中心駅とされている。駅前は商店街となっている。

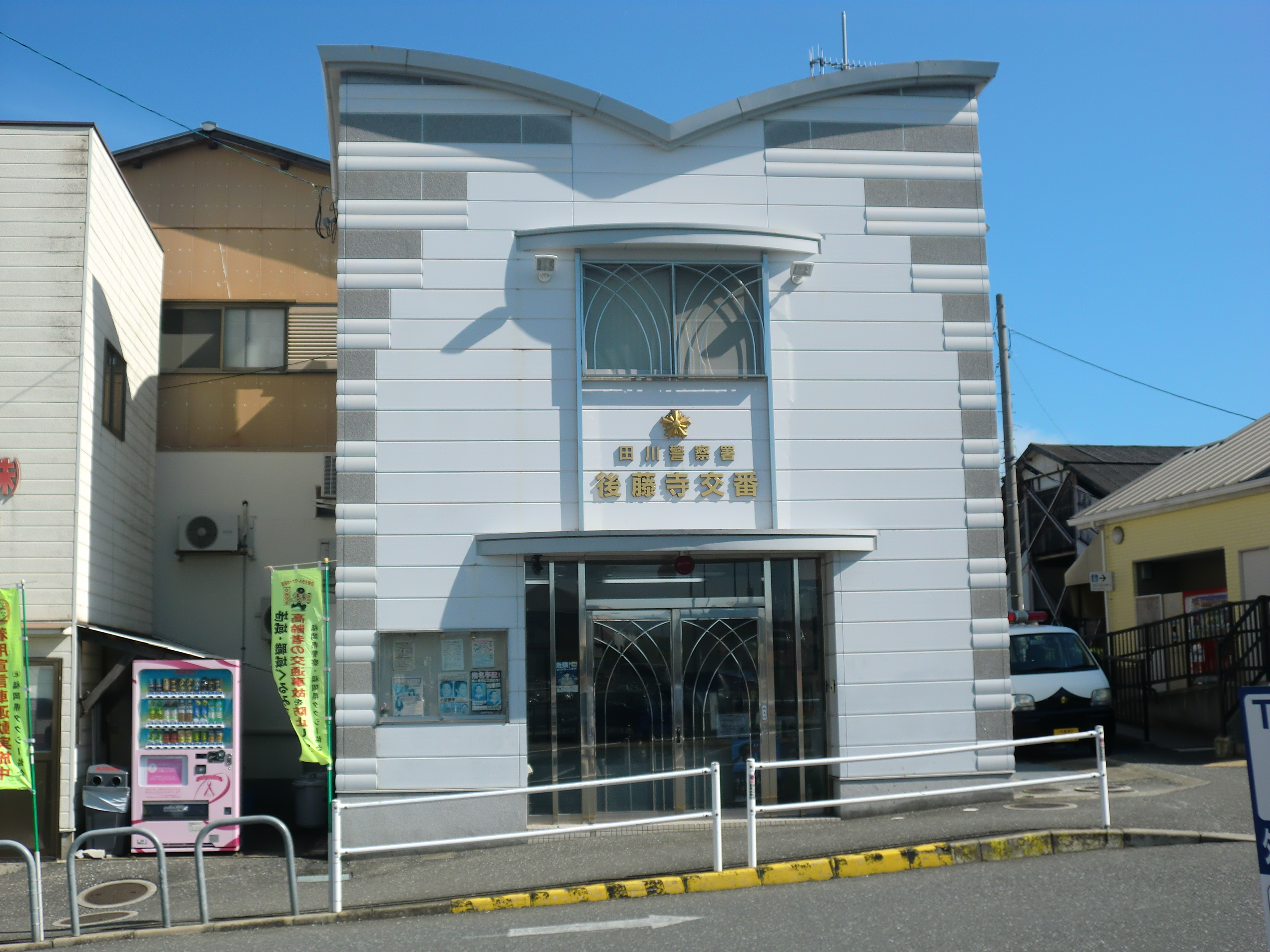
田川警察署後藤寺交番

- 田川市役所 - 田川伊田駅と当駅とのほぼ中間にあるが、当駅からのほうが若干近い。
- 田川市美術館 - 平成筑豊鉄道線の最寄りは大藪駅
- 春日神社
- 西鉄バス筑豊後藤寺バスセンター - 廃止され建物のみ残る
- 福岡地方検察庁田川支部
- 裁判所（福岡地方裁判所田川支部、福岡家庭裁判所田川支部、田川簡易裁判所）
- 田川文化センター
- 田川市体育館
- 田川市立後藤寺小学校
- 田川市立後藤寺中学校
- 福岡県立西田川高等学校
- 田川警察署後藤寺交番
- 田川構内自動車(株)後藤寺営業所（タクシー会社）
- 福岡銀行後藤寺支店
- 田川信用金庫西支店
- 後藤寺郵便局
- 田川平松郵便局
- 田川農業協同組合後藤寺支所・ヘルパーステーション
- 福岡県田川警察署 (当駅より数キロ東)
- 田川公共職業安定所（ハローワーク田川）
- 西鉄バス筑豊後藤寺自動車営業所
- 浄土真宗友末寺
- 手打ち蕎麦牧口
- 焼きそば己城
- 本のこんどう（書店）
- 食彩館後藤寺店
- 国道322号
- 福岡県道95号添田赤池線

### バス路線
- 田川市コミュニティバス - 駅前に「後藤寺駅前」バス停がある。以下の路線が発着する。
  - 坂谷・田川病院線：社会保険田川病院・弓削田・位登・猪膝・猪国・坂谷
  - 大浦・弓削田線：大浦・弓削田・大藪・田川メルクス・田川市立病院
  - 施設循環線：市役所・スマイルプラザ・鎮西団地・田川伊田駅
  - 白鳥工業団地線：白鳥工業団地・東鷹高校・田川伊田駅
- 西鉄バス（西鉄バス筑豊） - 駅前には発着せず、駅の西側約200mの後藤寺本町交差点西側に後藤寺バス停が設けられている。
  - 特急：香春町役場・福岡県立大学・伊田駅・飯塚・堀池・篠栗北・福岡天神
  - 10：川崎・西添田駅口・オークホール・添田駅・めんべい添田町工場

## 駅名について
駅がある田川市は、昔の伊田町と後藤寺町が合併して発足した市である。市制施行以前から伊田町の中心駅「伊田駅」、同じく後藤寺町の中心駅「後藤寺駅」が存在していた。その歴史の経緯から市制施行以後も田川市の中心地は伊田地区、後藤寺地区に二分されたままであり、市の中心駅も伊田駅と後藤寺駅の両方という扱いのため、外部のものには「どちらが中心駅か分からない」「田川市の駅なのに田川を名乗らないのは分かりにくい」という意見が絶えなかった。
そのため、伊田駅か後藤寺駅のどちらかを中心として「田川駅」に改名しようという案が浮上。そこで、伊田、後藤寺双方の地元商店街を巻き込んで、どちらが田川駅と名乗るかということで大論争に発展した。 最終的に田川市民にアンケートを取り、様々な検討を重ねて、伊田、後藤寺の両駅名の頭に「田川」の二文字を付けることが決まり、現在の名前に落ち着いた。
地元では現在でも「伊田駅」「後藤寺駅」のように、頭の「田川」を省いて言うことが多い。

## 隣の駅
九州旅客鉄道（JR九州）
 日田彦山線
■快速（上り1本のみ運転）・■普通
田川伊田駅 (JI13) - 田川後藤寺駅 (JI14) - 池尻駅
 後藤寺線
■快速
新飯塚駅 (JJ01) → 田川後藤寺駅 (JJ06)
■普通
船尾駅 (JJ05) - 田川後藤寺駅 (JJ06) → （日田彦山線）
平成筑豊鉄道
■糸田線
大藪駅 (HC54) - 田川後藤寺駅 (HC55)